# توني شيريدان
توني شيريدان (بالإنجليزية: Tony Sheridan)‏ (21 أكتوبر 1974 بدبلن في جمهورية أيرلندا - ) هو لاعب كرة قدم أيرلندي في مركز الوسط. شارك مع منتخب جمهورية أيرلندا تحت 17 سنة لكرة القدم ومنتخب جمهورية أيرلندا تحت 20 سنة لكرة القدم ومنتخب جمهورية أيرلندا تحت 21 سنة لكرة القدم. أما مع النوادي، فقد لعب مع بورتاداون وغلينافون وكارديف سيتي وكوفنتري سيتي ونادي شامروك روفرز ونادي شيلبورن وووترفورد يونايتد وDublin City F.C. ‏.

## وصلات خارجية
- توني شيريدان على موقع قاعدة بيانات كرة القدم.إي يو (الإنجليزية)
- توني شيريدان على موقع عالم كرة القدم.نت (الإنجليزية)